# V354 قيفاوس
V354 قيفاوس أو V354 الملتهب  في الفلك (بالإنجليزية: V354 Cephei)‏ هو نجم من التصنيف نجم أحمر فائق العملقة أي أحد أكبر النجوم حجما وهو ينتمي إلى مجرتنا مجرة درب التبانة ، ويقع في كوكبة قيفاوس أو الملتهب. يبعد هذا النجم نحو 9000 سنة ضوئية عنا وهو نجم متغير . وبالنسبة إلى حجمه فهو يعتبر واحد من أكبر النجوم طبقا لقائمة أكبر النجوم المعروفة حيث يصل نصف قطره نحو 1520 نصف قطر الشمس، أو نحو 1,060,000,000 كيلومتر.
وعلى اعتبار أن ذلك هو الحجم الحقيقي للنجم في 354 الملتهب فإذا تخيلنا ووضعناه في مكان الشمس فإنه يشغل نطف قطر مقداره 7 وحدة فلكية أي أن حدوده ستصل افتراضيا بين مداري المشتري وزحل.

## اقرأ أيضاً
- متغير غير منتظم
- نجم أحمر فائق العملقة
- درب التبانة
- سنة ضوئية